# 非洲线虫属
非洲线虫属（学名：Africanema）为长尾线虫科的一个属。

## 下属物种
本属包括以下物种：
- Africanema interstitialis Vincx & Furstenberg, 1988
- Africanema multipapillatum Shi & Xu, 2017